# Hurko
Pour l’article homonyme, voir hudukkâ.
Hurko est une localité polonaise de la gmina de Medyka, située dans le powiat de Przemyśl en voïvodie des Basses-Carpates.